# 大沢権右衛門
大沢 権右衛門（おおさわ ごんえもん、1694年〈旧暦元禄7年〉 - 1778年10月20日〈旧暦安永7年9月1日〉）は、日本の村役人。戒名は玉輪 道桟 居士（ぎょくりん どうさん こじ）。「沢」は「澤」の新字体であり、「権」は「權」の新字体であり、「衛」は「衞」の新字体であるため、生前は大澤 權右衞門（おおさわ ごんえもん）と表記された。
遠江国榛原郡地頭方村二ツ家組頭などを歴任した。遠江国にサツマイモの栽培を広めたことから、甘藷翁（かんしょおう）、いもじいさんと称えられた。

## 概要
江戸時代の村役人であり、遠江国榛原郡地頭方村の飛び地である御前崎にて、二ツ家の組頭を務めた。薩摩藩の御用船が難破した際には、住民を率いて乗員の救援活動に奔走した。ところが、薩摩藩が謝礼として金10両を渡そうとしたところ、難破船を助けるのは当然のことだとして受け取りを拒否した。清廉な人柄に感銘を受けた薩摩藩は、謝礼金の代わりに積荷の中から3本のサツマイモを贈ることにした。その結果、御前崎の地にサツマイモ栽培が伝来し、のちにサツマイモは静岡県の主要な農作物の一つとなるまでに至った。

## 来歴

### 生い立ち
1694年（旧暦元禄7年）、遠江国榛原郡地頭方村にて生まれた。生家は御前崎の内浜に位置しており、駿河湾にも程近い地であった。なお、当時の御前崎は地頭方村の飛び地となっていた。長じて、御前崎の二ツ家にて組頭となった。

### 薩摩藩との交流

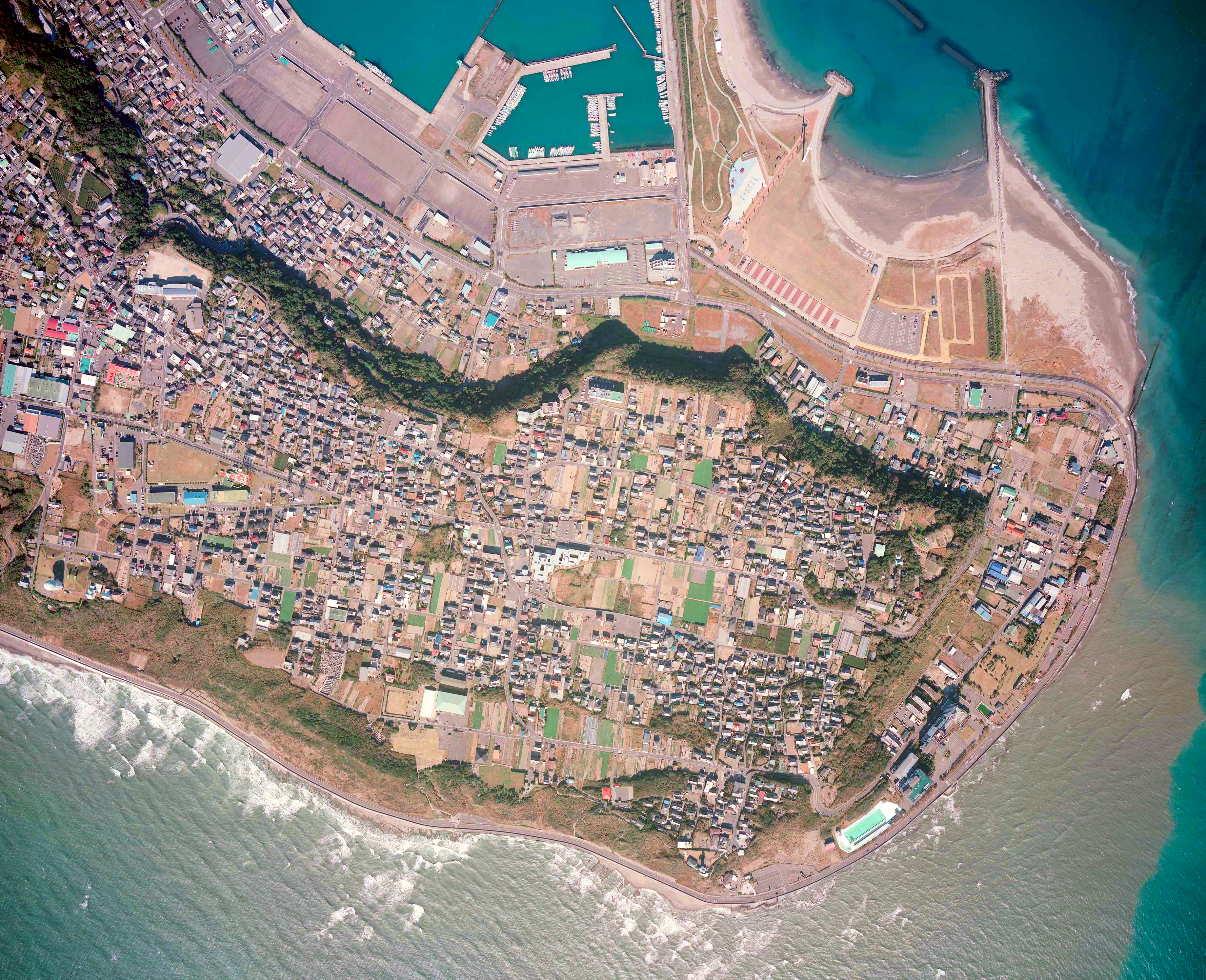
静岡県御前崎市御前崎の航空写真（2012年11月20日）。かつての遠江国榛原郡地頭方村の飛び地である御前崎に該当する。遠州灘と駿河湾に囲まれている

1766年（旧暦明和3年）、薩摩藩の御用船であった豊徳丸が遠州灘で難破し、御前崎沖で座礁するという海難事故が発生した。二ツ家の組頭であった権右衛門は、難破した豊徳丸を発見すると、住民たちを率いて乗員の救出に尽力するなど、附近一帯を挙げての救援活動を展開した。乗員24名を救助すると、衣服や食事を与えるなど親身になって介抱した。
豊徳丸の乗員は、権右衛門ら御前崎の人々の救援活動にひじょうに感激した。そこで薩摩藩側は、感謝の意を込めて、権右衛門に金20両を謝礼として渡そうとした。ところが権右衛門は「難破船を助けるのは村の習わし」と述べるなど、あくまで当然のことをしたまでだと主張し、金20両を受け取らなかった。この権右衛門の廉直な言動は、薩摩藩側に大きな感銘を与えた。
なお、豊徳丸には薩摩藩の用物が満載されており、その中には特産品のサツマイモも積まれていた。そこで薩摩藩側は謝礼金の代わりにサツマイモ3本を贈ることにした。薩摩藩のサツマイモの栽培方法は本来は門外不出とされていたが、権右衛門が栽培方法について質問すると薩摩藩側も快く教えてくれた。これにより、御前崎の地にサツマイモ栽培が伝来した。
権右衛門は、薩摩藩から譲られた3本のサツマイモをもとに、史上初めて御前崎でのサツマイモ栽培に取り組んだ。その後、サツマイモの栽培は、周辺の農家にも広がっていった。1778年10月20日（旧暦安永7年9月1日）に死去し、「玉輪道桟居士」との戒名が贈られた。

### 栽培の広がり
遠江国は温暖で雪が降らず、御前崎など海岸附近は水はけのよい砂地であることから、期せずして薩摩藩と気候がよく似ており、サツマイモの栽培に適した環境であった。また、遠江国の東部は度々旱魃に悩まされてきたが、サツマイモは日照りや水不足にも強い作物である。その結果、遠江国ではサツマイモの栽培が大いに広まることになった。
遠江国でサツマイモの栽培が一般化したのち、今度は御前崎の西に隣接する白羽村の栗林庄蔵が切り干し芋の原型を考案した。サツマイモを茹でて乾燥させることで、保存性が向上し甘みも増大することから、切り干し芋は好評を博し広く普及した。さらに、今度は茨城県から来た船が静岡県沖で難破したところ、救助された照沼勘太郎が切り干し芋の存在を知り、やがて茨城県に帰ると干しいもの製造を開始した。のちに茨城県では干しいもの生産が本格化し、やがて全国有数の産地となった。このような経緯から、乾燥させたサツマイモの生産量はもともと静岡県が全国一位であったが、やがて茨城県が全国首位の座を奪っている。このように、権右衛門が謝礼金を断ったことに端を発した御前崎でのサツマイモ栽培は、やがて静岡県や茨城県の農業や食品加工業に極めて大きな影響を与えるに至った。

## 顕彰

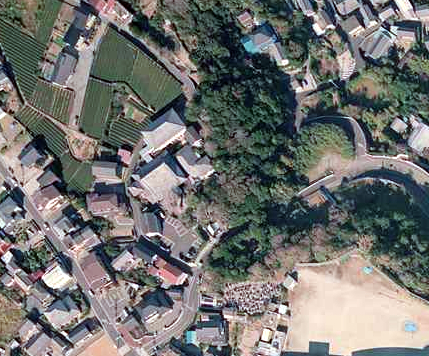
海福寺の航空写真（2012年11月20日）。「いもじいさんの碑」が建立されている

権右衛門は郷土の偉人の一人として看做されており、その功績は学校の授業などでも取り上げられている。農林水産省のウェブサイトにおいても、干しいもに関するページに「遭難した薩摩（現・鹿児島県）の船を大澤権右衛門（おおさわごんえもん）が助けたことをきっかけに、静岡県にさつまいもがもたらされた」「静岡県でさつまいも栽培が広がる中で、栗林庄蔵という者が、さつまいもを煮て包丁で薄く切ったものを干す煮切り干し法という手法を考えつき、これが『干しいも』のはじまりとなった」と記されており、庄蔵と並んで権右衛門の功績が紹介されている。御前崎市役所の広報誌は、権右衛門の遺徳について「市の誇り」と表現している。
権右衛門の百回忌となる1878年（明治11年）には、その遺徳を偲び、静岡県榛原郡御前崎村の海福寺に宝篋印塔が建立された。また、1908年（明治41年）には、御前崎の地にサツマイモが伝来した経緯について記念する甘藷翁記念碑が建立された。1974年（昭和49年）9月19日、御前崎町教育委員会は、この宝篋印塔と記念碑をセットで「いもじいさんの碑」との名称で文化財に指定した。また、祥月忌には海福寺で法要が営まれており、市長をはじめ、御前崎市の関係者らが参列している。
また、権右衛門の功績を称えて「甘藷翁」と呼ばれたり、親しみを込めて「いもじいさん」とも呼ばれるようになった。のちに御前崎市教育委員会が顕彰碑の横に設置した看板にも「いもじいさん」との表記が見える。海福寺の住職は「いもじいさんの名を知らない人はこの町にはいない」としている。

## 人物
氏名の表記については、新字体が登場する以前は「大澤權右衞門」と表記されていた。近年では「大澤権右衛門」として新字体と旧字体が入り混じった表記も見受けられる。ただし、権右衛門の子孫の姓は、現在でも旧字体の「大澤」である。

## 異説
上述のとおり、権右衛門は御前崎の住民であり、豊徳丸の乗員を救助した側だとされている。一方で、権右衛門は豊徳丸の乗員であり、救助された側だとする情報を掲載している文献もある。たとえば、法政大学出版局の書籍には「このほかの言い伝えとしては、明和三年（一七六六）薩摩藩の御用船豊徳丸が静岡の御前崎付近で遭難し、救助されたなかの一人、大沢権右衛門なるものが、サツマイモを船頭からもらって村人にお礼として差し上げ、これがもとになって附近一帯に広がったというのがある」という説が掲載されている。しかし、権右衛門は御前崎で生まれており、しかも御前崎の二ツ家で組頭を務めており、薩摩藩の御用船の乗員だったとは考えられない。

## 略歴
- 1694年 - 遠江国榛原郡地頭方村にて誕生[2]。
- 1766年 - 豊徳丸を救助[2][1]。
- 1778年 - 死去[2][9]。

### 註釈
1. ↑  浜松県榛原郡地頭方村から、御前崎が分立し、1875年に御前崎村が設置された。
2. ↑  静岡県榛原郡白羽村は、御前崎村と合併し、1955年に御前崎町が設置された。
3. ↑  静岡県榛原郡御前崎村は、白羽村と合併し、1955年に御前崎町が設置された。
4. ↑  静岡県榛原郡御前崎町は、小笠郡浜岡町と新設合併し、2004年に御前崎市が設置された。

## 関連書籍
- 静岡県榛原郡役所編纂『静岡県榛原郡誌』上巻、静岡県榛原郡役所、1916年。
- 日本甘藷馬鈴薯編『さつまいも及びじやがいもの渡来』新生社、1948年。
- きむらのぼる著『いも』美知書林、1949年。
- 河合適稿「甘藷と養豚・大沢翁と河合翁」『報徳』60巻6号、大日本報徳社、1962年6月、22-24頁。